# Gerard Labuda
Gerard Labuda (ur. 28 grudnia 1916 w Nowej Hucie k. Kartuz, zm. 1 października 2010 w Poznaniu) – polski historyk mediewista. Specjalność naukowa: historia powszechna i historia Polski, historia słowiańszczyzny zachodniej, w tym historia Pomorza i Kaszub. Wydawca źródeł skandynawskich i anglosaskich do historii Słowian zachodnich; historia kultury i cywilizacji, metodologia badań historycznych. Rektor Uniwersytetu im. Adama Mickiewicza w latach 1962–1965. W latach 1984–1989 wiceprezes PAN. W latach 1989–1994 prezes PAU, następnie jej prezes honorowy. Członek Rady Konsultacyjnej przy Przewodniczącym Rady Państwa PRL. Mieszkał w Poznaniu.

## Życiorys

### Dzieciństwo i młodość
Urodził się w rodzinie Stanisława (1880–1954) i Anastazji z Baranowskich (1888–1970). Edukację rozpoczął w rodzinnym domu. Rozpoczynając w wieku ośmiu lat naukę w czteroklasowej szkole powszechnej w Luzinie pisał i czytał biegle po polsku i niemiecku – po miesiącu nauki został awansem przeniesiony do drugiej klasy, a po kolejnych kilku tygodniach do trzeciej. Po ukończeniu tej szkoły uczęszczał do gimnazjum klasycznego w Wejherowie.

### Studia
W 1936 rozpoczął studia historyczne na Uniwersytecie Poznańskim. Podczas studiów pisał rozprawy historyczne – jego monografia o biskupie Chrystianie zyskała status monumentalnej pozycji w polskiej historiografii. W 1938 pracował przy porządkowaniu archiwum Ordynacji Wielopolskich w Chrobrzu. W roku akademickim 1938–1939 był stypendystą Uniwersytetu w Lund w Szwecji. Studia historyczne przerwał mu wybuch II wojny światowej, kontynuował je na tajnym Uniwersytecie Ziem Zachodnich z siedzibą w Warszawie. Tam otrzymał w 1943 tytuł magistra na podstawie wydanej w 1937 publikacji Polska i krzyżacka misja w Prusach. Doktorat obronił w 1944, również na podstawie przedwojennej rozprawy Założenia Arcybiskupstwa Magdeburskiego i Biskupstwa Poznańskiego na tle wschodniej polityki misyjnej. By uzyskać doktorat, musiał zdać m.in. egzamin z archeologii. Dlatego w marcu 1943 przybył specjalnie do Zarzecza k. Niska, gdzie ukrywał się prof. Józef Kostrzewski w majątku Stanisława Hofmokla; tam  uzyskał pozytywny wynik na egzaminie. Egzamin doktorski zdawał we wsi Milechowy koło Chęcin, gdzie w posiadłości swych krewnych przebywał w czasie wojny wysiedlony z Poznania recenzent jego pracy doktorskiej, prof. Kazimierz Tymieniecki. W okresie okupacji pracował jako księgowy w niemieckim zarządzie Liegenschaftverwaltung w Chrobrzu, równolegle wykładał konspiracyjnie historię średniowieczną Polski w filii Uniwersytetu Ziem Zachodnich w Kielcach. Potajemnie udostępniał dostępne mu (z racji obowiązków zawodowych) archiwalia do konspiracyjnych badań naukowych.

### Kariera naukowa
Po wojnie zatrudniony na Uniwersytecie Poznańskim, czynnie angażował się w odbudowę biblioteki Seminarium Historycznego. W 1946 habilitował się na podstawie rozprawy Studia nad początkami państwa polskiego, w większej części napisanej w czasie okupacji. Okresowo pełnił wówczas funkcję prodziekana Wydziału Humanistycznego.
Od 1950 profesor nadzwyczajny Uniwersytetu Poznańskiego; od 1951 członek korespondent PAU, a od 1953 także w Instytucie Historii PAN – tamże na czele Zakładu Historii Pomorza. Profesor zwyczajny 1956, w latach 1958–1961 dyrektor Instytutu Zachodniego, rektor UAM 1962–1965. Do jego zasług organizacyjnych należało powołanie rady doradczej w postaci kolegium rektorskiego oraz istniejącego do dziś Kolegium Rektorów Miasta Poznania. Od 1964 członek korespondent PAN, od 1969 członek rzeczywisty, w latach 1972–1983 członek prezydium PAN, 1972–1980 prezes oddziału poznańskiego PAN, 1984–1989 wiceprezes PAN. Członek i wieloletni sekretarz, w latach 1972–1975 i 1980–1981 prezes Poznańskiego Towarzystwa Przyjaciół Nauk. Członek czynny Polskiej Akademii Umiejętności po jej reaktywacji w 1989, prezes PAU w latach 1989–1994, potem jej prezes honorowy. Był przewodniczącym Rady Naukowej Biblioteki Kórnickiej, redagował m.in. Historię dyplomacji, Słownik starożytności słowiańskich i Polski Słownik Biograficzny. Przewodniczący Rady Naukowej Instytutu im. O. Kolberga 1960–2008. Członek komisji UNESCO, PRL i RFN ds. podręczników szkolnych 1972–1989.

#### Wydarzenia marcowe i ich konsekwencje
W 1968 jego czterej synowie wzięli udział w protestach marca 1968 na UAM. Wezwany do ministerstwa w celu wyjaśnienia tej sprawy odparł, że jego (jako „dawnego rektora”) synowie stanęli w marcu 1968 po właściwej stronie. W rezultacie działań komisji wiceministra Mistewicza, z dniem 1 września 1970 r., w ramach „polityki jednoetatowości”, zaprzestał pracy na UAM, pozostając w Instytucie Historii PAN. Dzięki wsparciu ze strony ministra szkolnictwa wyższego Henryka Jabłońskiego uzyskał jednak bezterminowy urlop bezpłatny, co umożliwiło mu formalnie zachowanie stanowiska na UAM. Dzięki temu mógł (choć już bez wynagrodzenia) nadal kierować do emerytury w 1986 pracami Zakładu Historii Powszechnej i Polski do XV w. Instytutu Historii Uniwersytetu im. Adama Mickiewicza, a okresowo prowadzić również wykład kursowy. Nieudane próby przerwania owego urlopu w celu przywrócenia pełnego etatu profesorskiego podjęte zostały w latach 1974–1975 przez ówczesnego rektora UAM Benona Miśkiewicza.

### Życie prywatne
18 września 1943 poślubił Albertę Wielopolską (1917–1999), siostrę Alfreda Wielopolskiego, prawnuczkę margrabiego Aleksandra Wielopolskiego. Wspomniani wyżej czterej synowie: Aleksander, Iwo (ur. 1945), Adam (ur. 1946) i Damian (ur. 1949) zostali profesorami uniwersytetów odpowiednio w Polsce, USA, Niemczech i Kanadzie. Córka Anastazja Winiger, mieszkająca w Szwajcarii, jest jednym z redaktorów tzw. Wielkiego Inwentarza Zabytków kantonu genewskiego. O sobie powiedział: „Ja mówię dobrze tylko po kaszubsku, to jest moja matryca językowa.”

### Pogrzeb
9 października 2010 został pochowany w Luzinie na Kaszubach. W pogrzebie wziął udział prezes Rady Ministrów Donald Tusk. Homilię wygłosił Prymas Polski senior, arcybiskup Henryk Muszyński.

## Wybrane obszary badawcze
- Propozycja najstarszego zapisanego zdania w języku polskim. Nie jest nim, jak dotąd uznawano „Daj, ać ja pobruszę, a ty poczywaj!” (Day, ut ia pobrusa, a ti poziwai) z Księgi henrykowskiej, lecz „Gorze nam się stało”, które według kronikarza miał wypowiedzieć książę Henryk Pobożny w trakcie bitwy pod Legnicą. Zdanie to znamy dopiero od Jana Długosza, jednakże Labuda uargumentował, iż Długosz zaczerpnął je z obecnie zaginionej kroniki Wincentego z Kielczy.
- Koncepcja właściwej pisowni „Wincenty z Kielczy” w miejsce stosowanej dawniej w odniesieniu do kronikarza „Wincenty z Kielc”.
- Ustalenie daty oblężenia Raciborza w 1241 r. przez Tatarów (15 lutego), co wyjaśniło cały przebieg wyprawy tatarskiej. Przeprowadził to dzięki udowodnieniu na podstawie sakramentarza tynieckiego, iż 15 lutego również obchodzono wspomniany w kronice dzień św. Marcelego (czego nie byli w stanie ustalić inni badacze z powodu błędu w indeksie).

## Studenci
Uczony wypromował ponad 100 magistrów i kilkudziesięciu doktorów. Jego studentami byli m.in. profesorowie: Jerzy Hauziński, Bogusław Drewniak, Marceli Kosman, Jerzy Strzelczyk, Edward Rymar, Mieczysław Stański oraz docent Irena Radtke.

## Pisma (wybór)
- Studia nad początkami państwa polskiego, Kraków 1946.
- Pierwsze państwo słowiańskie – państwo Samona, Kraków 1949.
- Słowiańszczyzna pierwotna, Warszawa 1954.
- Polska granica zachodnia. Tysiąc lat dziejów politycznych, 1970.
- Fragmenty dziejów Słowiańszczyzny Zachodniej, t. 1–3, Poznań 1960, 1964, 1975.
- Dzieje Zakonu Krzyżackiego w Prusach. Gospodarka-Społeczeństwo-Państwo-Ideologia (wraz z Marianem Biskupem). Wydawnictwo Morskie, Gdańsk 1986.
- Studia nad początkami państwa polskiego (t. 1–2, 1987–88).
- Pierwsze państwo polskie, Kraków 1989, seria Dzieje Narodu i Państwa Polskiego.
- Kaszubi i ich dzieje, Gdańsk 1996, ISBN 83-904950-9-0.
- Święty Stanisław Biskup Krakowski, Patron Polski, Publikacje Instytutu Historii UAM 39, Poznań 2000.
- Mieszko I, Wrocław 2002.
- Historia Kaszubów w dziejach Pomorza t.1 Czasy średniowieczne, Gdańsk 2006.
- Korona i Infuła. Od Monarchii do poliarchii, Kraków 1996, seria Dzieje Narodu i Państwa Polskiego.
- Słowiańszczyzna starożytna i wczesnośredniowieczna, 2003.
- Mieszko II. Król Polski (1025–1034), Wydawnictwo: Poznańskie, Poznań 2008.
- Rozważania nad teorią i historią kultury i cywilizacji, Wydawnictwo: Poznańskie 2008[11].

Naukowe dokonania Gerarda Labudy zostały przedstawione m.in. w pracy pod red. J. Dobosza, Naukowe dzieło Profesora Gerarda Labudy. Łącznie opublikował ponad 2000 prac, w tym ponad 30 książek i kilkaset rozpraw i artykułów.

## Ordery i odznaczenia
- Order Orła Białego (pośmiertnie, 6 października 2010)[14]
- Krzyż Wielki Orderu Odrodzenia Polski (11 listopada 1996)[1]
- Order Sztandaru Pracy I klasy
- Krzyż Komandorski z Gwiazdą Orderu Odrodzenia Polski
- Krzyż Komandorski Orderu Odrodzenia Polski
- Krzyż Oficerski Orderu Odrodzenia Polski
- Krzyż Kawalerski Orderu Odrodzenia Polski (28 września 1954)[15]
- Medal 10-lecia Polski Ludowej (24 lutego 1955)[16]
- Medal Komisji Edukacji Narodowej (1969)[17]
- Medal Palmae Universitatis Studiorum Posnaniensis (25 września 2000)[18]

## Nagrody, wyróżnienia i tytuły honorowe
- Państwowa Nagroda Naukowa III stopnia (1949)[19]
- Nagroda Państwowa III stopnia za pracę historyczną pt. Pierwsze państwo słowiańskie - państwo Samona (1951)[20]
- Nagroda Państwowa II stopnia (1970)[19]
- Nagroda Fundacji im. Alfreda Jurzykowskiego (USA, 1983)
- tytuły doktora honoris causa Uniwersytetu Gdańskiego (1985)[21], UMK (1993)[22], Uniwersytetu Jagiellońskiego (1995), Warszawskiego (1997)[23], Uniwersytetu Wrocławskiego (1999)[24], oraz Szczecińskiego (2003)[25].
- Nagroda I stopnia Ministra Obrony Narodowej w dziedzinie historii wojskowej (październik 1988)
- Nagroda im. J.G. Herdera (Austria, 1991)
- tytuł Honorowego Obywatela Miasta Gdańska (25 maja 1994)[26]
- tytuł Honorowego Obywatela Gminy Luzino (8 listopada 1996)[27]
- Statuetka „Złotego Hipolita” (2001)[28]
- tytuł Honorowego Obywatela Miasta Poznania (2004)
- tytuł Honorowego Obywatela Miasta Szczecina (5 lipca 2007)
- tytuł Honorowego Obywatela Miasta Gniezna (29 października 2008)[29]

## Upamiętnienie
Jego imieniem nazwano główną aulę w nowym budynku Wydziału Historycznego – Collegium Historicum Novum na terenie campusu UAM na Morasku.
W stulecie urodzin profesora na szczecińskim Cmentarzu Centralnym posadzono upamiętniające go Drzewko Pamięci (dąb). 